# Pont Arthur-Sauvé
Pour les articles homonymes, voir Arthur Sauvé.
Le pont Arthur-Sauvé est un pont routier qui franchit la rivière des Mille-Îles, reliant les villes de Saint-Eustache et de Laval. 

## Situation et accès
Il relie les régions administratives des Laurentides et de Laval.
C'est le pont routier le plus à l'ouest qui connecte l'île Jésus à la Rive-Nord de Montréal.

## Origine du nom
Le pont est nommé en l'honneur d'Arthur Sauvé (1874-1944), journaliste et homme politique québécois qui fut chef du Parti conservateur du Québec, député provincial et fédéral, ainsi que sénateur. Il est le père de Paul Sauvé (1907-1960), qui fut le 17e Premier ministre du Québec.

## Historique
La première version du pont est construite en 1849 par la famille de Bellefeuille. Il s'agit d'un pont à péage. Ce n'est que le 1er juillet 1940 que la province de Québec en fait l'acquisition.
En 1947, on commence la construction d'un second pont qui remplace la première construction âgée de plus de 100 ans. On ouvre à la circulation cette seconde version le 21 décembre 1948. Le tout est réalisé par l'entreprise Dufresne Construction. Cette seconde version consiste en un pont à poutres continue en acier avec des dalles de béton armé.
Après différentes pressions municipales et des réparations d'urgence réalisé à l'été 2005 au coût de 337 000 $, le Ministère des Transports du Québec annonce l'entière démolition et reconstruction du pont. Ayant atteint sa fin de vie utile, le pont est reconstruit entre juin 2008 et juin 2010 à un budget estimé à 50,35 M$.
Avec un volume de circulation estimé à 24 000 véhicules par jour, le projet est divisé en trois phases. La phase 2, réalisée en 2009, force l'utilisation d'une seule voie pour gérer le flot automobile.
La troisième version du pont comporte également 10 travées, et le tablier a cette fois une longueur de 462 m. La structure d'acier a une masse estimée de 2 500 t. Pour cette troisième version, des joints modulaires sont conçus pour accepter les mouvements sismiques.

## Caractéristiques
Le pont est emprunté par la route 148. Il comporte quatre voies de circulation, soit deux par direction, séparées par une ligne double centrale. Il comporte également un trottoir du côté est. On estime que 23 700 véhicules l'empruntent par jour, soit 8,65 millions de véhicules par année.